# Alexander Niemetz
Alexander Niemetz (* 28. November 1943 in Balsthal, Schweiz) ist ein Schweizer freier Publizist, der durch seine langjährige Tätigkeit als Fernsehmoderator bekannt wurde.

## Leben
Niemetz studierte von 1963 bis 1968 an der Freien Universität Berlin Politikwissenschaften und war danach bei verschiedenen Schweizer Zeitungen beschäftigt. Danach war er als Pressesprecher zunächst für die CDU in Hessen und dann für den späteren Bundesminister Christian Schwarz-Schilling tätig. Daran anschliessend arbeitete er von 1979 bis 1984 für das ZDF, meist für das heute-journal, ab April 1982 auch als Moderator. Nach 1982 war er unter anderem Chef der Hauptredaktion Aktuelles.
Zwischen 1985 und 1991 war er – häufig auch im Ausland – als Chefreporter tätig, kehrte allerdings 1991 wieder zum heute-journal zurück und blieb dort als stellvertretender Leiter bis Ende 2000. Niemetz trennte sich zwar nach Angaben des ZDF «auf eigenen Wunsch» vom Sender, zuletzt wurde aber auch von «tiefe[n] Gräben» zwischen beiden Parteien berichtet.
Seit 2001 arbeitet Niemetz als freier Publizist. Er ist Autor mehrerer Fachbücher und tritt mit Vorträgen zu verschiedenen Themen auf Kongressen und Konferenzen auf.
Vor der Bundestagswahl 2005 unterstützte Niemetz Angela Merkel. Der Tagesspiegel berichtete, Merkel habe mit Niemetz ein intensives Training vor dem TV-Duell mit Gerhard Schröder absolviert.

## Privates
Niemetz wohnt mit seiner Frau Cordula in Zürich und hat zwei Kinder.